# دهستان جلگه (گلپایگان)
دهستان جلگه نام دهستانی در بخش مرکزی شهرستان گلپایگان، استان اصفهان در ایران است.

## جمعیت
براساس سرشماری مرکز آمار ایران در سال ۱۳۸۵، جمعیت آن ۴۰۲۱ نفر (۱۳۰۰ خانوار) بوده‌است.